# Carlos López Díaz
Carlos López Díaz (* 18. Mai 1983) ist ein spanischer Triathlet. Er ist Staatsmeister auf der Triathlon-Langdistanz (2015) sowie Ironman-Sieger (2016) und wird in der Bestenliste spanischer Triathleten auf der Ironman-Distanz geführt.

## Werdegang

### Staatsmeister Triathlon-Langdistanz 2015
2015 wurde Carlos López Díaz spanischer Staatsmeister auf der Triathlon-Langdistanz.
Im September 2016 konnte er den Ironman Mallorca und damit sein erstes Ironman-Rennen (3,86 km Schwimmen, 180,2 km Radfahren und 42,195 km Laufen) gewinnen.
Bei der Erstaustragung des Ironman Hamburg belegte er im August 2017 den vierten Rang.
Im September wurde er beim Radtraining in einen Verkehrsunfall verwickelt.
Carlos López ist liiert mit Noemi Martin.

## Sportliche Erfolge
| Datum/Jahr    | Rang | Wettbewerb                                           | Austragungsort | Zeit     | Bemerkung                                                                                  |
| ------------- | ---- | ---------------------------------------------------- | -------------- | -------- | ------------------------------------------------------------------------------------------ |
| 13. Aug. 2017 | 4    | Ironman Hamburg                                      | Hamburg        | 08:35:36 | bei der Erstaustragung                                                                     |
| 24. Sep. 2016 | 1    | Ironman Mallorca                                     | Alcúdia        | 08:26:09 | Sieg mit persönlicher Ironman-Bestzeit                                                     |
| 15. Okt. 2015 | 1    | ESP Long Distance Triathlon National Championships   | Lanzarote      | 06:00:29 | Triathlon-Staatsmeister                                                                    |
| Sep. 2015     | 8    | Ironman Mallorca                                     | Alcúdia        | 08:45:35 | 3:04 min hinter der Siegerzeit                                                             |
| 27. Sep. 2014 | 5    | Ironman Mallorca                                     | Alcúdia        | 08:45:09 |                                                                                            |
| 19. Mai 2013  | 10   | ETU Middle Distance Triathlon European Championships | Barcelona      | 04:20:33 | Triathlon-Europameisterschaft auf der Mitteldistanz im Rahmen der Half Challenge Barcelona |

(DNF – Did Not Finish)